# Izraelita temető

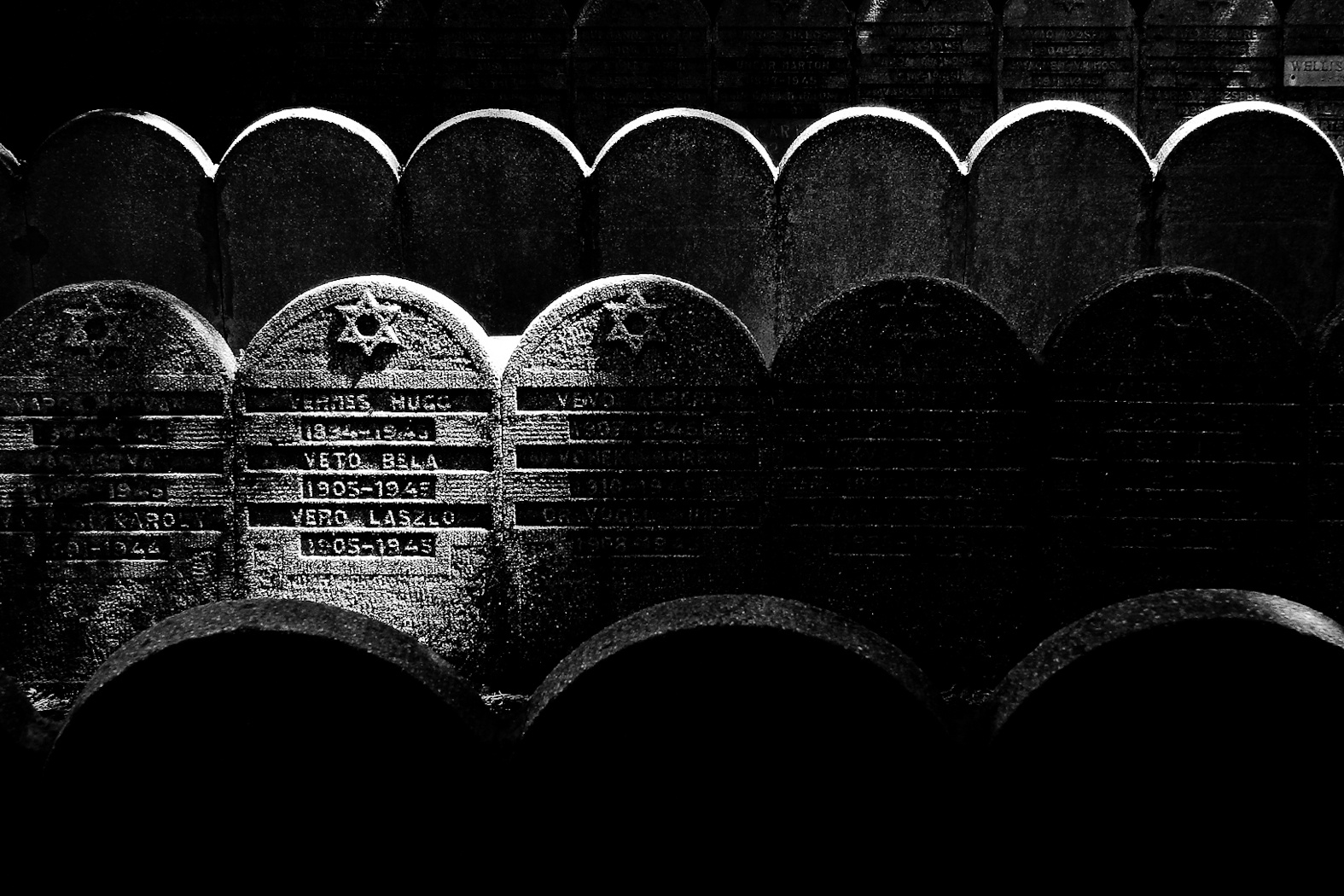
sírok a Kozma utcai izraelita temetőben

Az izraelita temető (héberül: בית עלמין) („beit alamin”, vagy „beit kvarot”) egy temető, ahová a zsidó vallású személyek temetkeznek a halakha előírásai szerint.

## Leírása, története

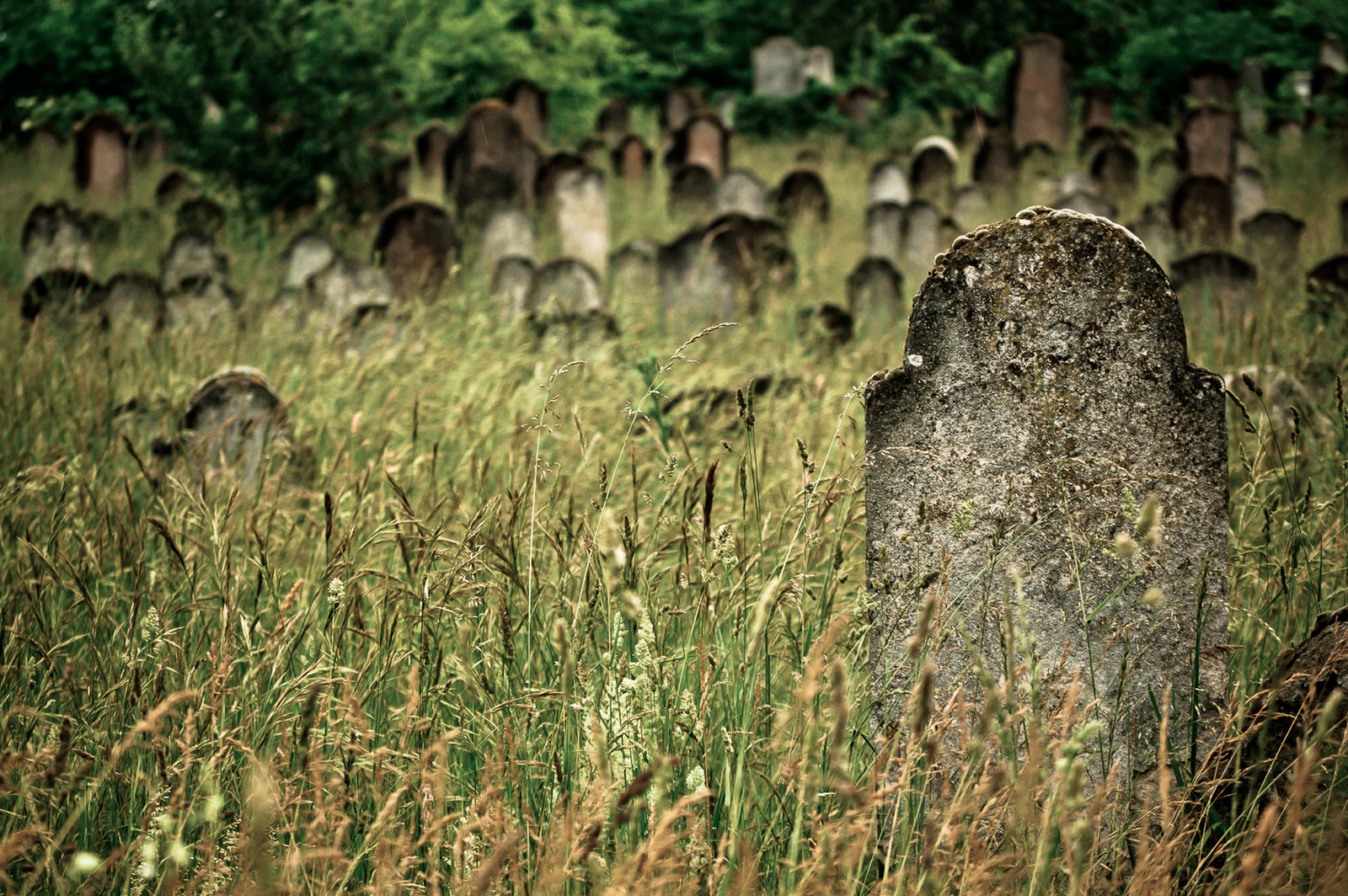
Az elhagyott lovasberényi izraelita temető

A judaizmusban az „örökkévalóság háza” névvel is illetett temetők különleges, szent helynek minősülnek, így külön vallási rítus szerint szentelik fel azokat megnyitásukkor. Egy temető létesítése a legfőbb prioritások közé tartozik minden új zsidó közösség számára, amit általában közadakozásból vesznek meg és tartanak fenn.
Az első zsidó temetők még a városokon kívül létesültek. A diaszpórában szokássá vált a halottakat lábukkal Jeruzsálem felé eltemetni, a sírkövekre pedig héber, illetve helyi nyelven is írtak feliratot.
A Harmadik Birodalom, illetve csatlósai által uralt területeken a második világháború során számtalan zsidó temetőt rongáltak meg Európa-szerte valamilyen mértékben.
Európa legnagyobb ilyen temetője a budapesti Kozma utcai izraelita temető, ahol mintegy háromszázezer halott fekszik, de a łódźi új zsidó temető, a prágai régi és új zsidó temető, a varsói Okopowa utcai izraelita temető és a berlini Weißensee temető is több, mint százezer elhunyt személy végső nyughelye. Kisebb, Izraelen kívüli zsidó temetőkből több ezer van Európa és még ennél is több világszerte (elhagyott és működő egyaránt), lévén minden zsidó közösség első feladatai közé tartozott egy saját temető létrehozása. Az International Jewish Cemetery Project abból a célból jött létre, hogy a világ összes izraelita temetkezési helyét összeírja.

## Sírfeliratok
A zsidó temetők sírfeliratain megfigyelhető egyfelől az a jól körülhatárolt, szilárd szöveghagyomány, amely a feliratok vázát, alapszerkezetét adja. Ezek az állandóan visszatérő formulák, panelek viszont többé-kevésbé szabadon kombinálhatóak, aktualizálhatóak, variálhatóak olyan praktikus szempontok szerint is, mint például a sírkövek mérete és minősége; de az aktuális közízlés, divat is befolyásolhatja őket.
A 18. század sírfeliratai meglehetősen szűkszavúak: az elhunyt nevén és a halál zsinagógai naptár szerinti dátumán kívül csak egy általános formulákból álló rövid jellemzést, illetve az apa vagy férj nevét tüntették fel a sírkövön. A 19. század második harmadától megnő a kövek mérete, a vésés technikái pedig egyre kifinomultabbá válnak; ami lehetővé tette hosszabb szövegek, bibliai idézetek, sőt versek, ún. akrosztichonok megjelenését a sírköveken. A 20. században a feliratok hossza már egyre csökken, a minimális adatközlésre szorítkoznak.
A sírfeliratok nyelve a 19. századig kizárólag a héber volt. Az 1700-as évek közepén még egyértelműen élő, biztos nyelvtudásról árulkodnak, a 19. század második felétől azonban egyre gyakoribb nyelvtani hibák árulkodnak e nyelvtudás fokozatos megkopásáról. Nagyjából ezzel párhuzamosan jelenik meg a sírköveken a többségi társadalom nyelve – kezdetben csak a sírkő hátulján, majd annak előlapján, de szigorúan a héber szöveg alatt. A 20. század elejére viszont ez válik hangsúlyosabbá, a héber felirat jellemzően csak alatta kap helyet. A közösségek eltérő módokon és intenzitással ugyan, de igyekeztek szabályozni ezeket a változásokat, amelyek a nyelvhasználat változásáról, illetve az asszimiláció mértékéről árulkodnak.
A férfiak és a nők sírfeliratai között kidolgozottság vagy terjedelem tekintetében számottevő különbség nem fedezhető fel. A szövegek eltérő tartalma viszont az adott közösség értékrendjére enged következtetni: férfiak esetében a tudást, bölcsességet, áldozatos munkát dicsérik („tökéletes volt cselekedeteiben, és Tóra-tudós”); míg a nőknél a jótékonyságot és a kedvességet („kitárta kezét a szegényeknek, és a rászorulóknak is adott kenyeréből”). Mivel a sírkövekre jellemzően állandó fordulatokból álló, panelekből építkező feliratok kerültek, az elhunyt élettörténetéről, egyéni sorsáról keveset lehet megtudni; a családfakutatás számára tehát leginkább csak az anyakönyvi feljegyzésekkel összevetve szolgálhatnak információkkal. Általában csak a legalapvetőbb információkat találhatjuk meg a sírfeliratokban; a származási hely vagy a hátramaradó családtagok neve is csak ritkán tűnik fel.

## Sírkőformák, szimbólumok
Az askenáz, vagyis európai zsidó temetők sírkövei az évszázadok során több változáson is átestek. A zsidóság középkori megtelepedésétől kezdődően a halott fejénél felállított, téglalap alapon álló sírkövek egyszerű, félköríves formájúak voltak, majd a lezárásuk alkalmanként módosult annyiban, hogy egyfajta vállas bevágást kaptak a félkörív illeszkedésénél. Ezután pedig kialakultak a trapéz és háromszög formában végződő, illetve az örök összetartozást szimbolizáló kettős kőtáblás sírkövek. A 18–19. században barokk, majd klasszicista építészetből átvett elemek is megjelentek a sírkövek kialakításában, a 19. század végére és a 20. század elejére pedig egy új divat jelent meg, melynek hatására márvány obeliszkeket, díszített síremlékeket emeltek, illetve néhány tehetősebb zsidó ember monumentális családi mauzóleumokat építtetett. Ilyenek találhatóak például Budapesten a Salgótarjáni utcai zsidó temetőben is, ahol a mauzóleumok egy része a családok Andrássy úti palotáihoz hasonlít, sőt nem ritka az sem, hogy ugyanaz a személy tervezte őket, mint a palotákat.

A középkortól kezdődően a sírköveken a feliratokon kívül gyakran található valamilyen ábrázolás is. Ezek lehetnek például növényi és állati motívumok, melyek sokszor az elhunyt nevére utalnak (pl. Júda – oroszlán, Cvi / Hirsch – szarvas), koronák, amelyek a tudós emberek sírjait jelölik, és letört virágok is, amelyek pedig többnyire a fiatalon elhunytak sírját díszítik. A leggyakoribb motívumok a következők: koszorú, szomorúfűz, áldást osztó kezek (a kohaniták sírjait jelölik), kancsó (a leviták sírjait jelölik), kettős kőtábla, gyertyatartó (menóra), illetve a 20. században a Dávid-csillag. Emellett, mivel a 19. század vége felé egyre több zsidó személy kapott nemesi címet, a családi címereket is gyakran megtaláljuk a sírokra faragva.

## Fordítás
- Ez a szócikk részben vagy egészben  a   Jewish cemetery című angol Wikipédia-szócikk ezen változatának fordításán alapul.  Az eredeti cikk szerkesztőit annak laptörténete sorolja fel. Ez a jelzés csupán a megfogalmazás eredetét és a szerzői jogokat jelzi, nem szolgál a cikkben szereplő információk forrásmegjelöléseként.